# 1897 aux États-Unis
Pour des articles plus généraux, voir Chronologie des États-Unis et 1897.
Chronologie des États-Unis
- 1893
- 1894
- 1895
- 1896
- 1897
- 1898
- 1899
- 1900
- 1901

Cette page concerne des événements d'actualité qui se sont produits durant l'année 1897 du calendrier grégorien aux États-Unis.

## Événements
- 4 mars : début de la présidence républicaine de William McKinley aux États-Unis (fin en 1901).
- 17 mai : lancement du sous-marin USS Holland.
- 16 juin[1] : William McKinley signe le traité d'annexion des îles Hawaii qui deviennent en 1898 le premier pays extérieur incorporé aux États-Unis.
- 7 juillet : le Congrès des États-Unis adopte le Dingley Tariff Bill. Voté par la majorité républicaine, il élève des tarifs douaniers à un niveau jamais encore atteint, soit 57 % en moyenne.
- 17 juillet : début de la ruée vers l'or du Klondike.
- 31 juillet : aux confins de l'Alaska et du Canada (Yukon) première ascension du mont Saint Elias par le Prince Louis-Amédée de Savoie accompagné de son équipe et du photographe Vittorio Sella.
- 1er septembre : ouverture du premier métro américain à Boston.
- 10 septembre : massacre de Lattimer, lors d’une grève des mineurs en Pennsylvanie : 19 ouvriers qui refusent de se disperser sont tués par le shérif et sa troupe.
- Différend frontalier en Alaska entre les États-Unis et le Canada.
- Début d’une phase de hausse des prix.
- Fin de la dépression. L’arrivée au pouvoir de McKinley rassure les milieux d’affaires dans la mesure où, le spectre du bimétallisme étant écarté, ils peuvent compter sur la stabilité de la monnaie. Ni le gouvernement ni la Cour suprême n’entendent appliquer avec rigueur la loi antitrust. Ainsi les fusions d’entreprises vont-elles se multiplier (1897-1902). Le nombre des holdings passe de 12 à 305 de 1897 à 1903.